# هلموت کنسر
هلموت کنسر (انگلیسی: Hellmuth Kneser; ۱۶ آوریل ۱۸۹۸ – ۲۳ اوت ۱۹۷۳)  ریاضی‌دان اهل آلمانی‌های بالتیک بود. فعالیت وی در زمینه نظریه گروه‌ها و توپولوژی بوده است.